# América, América
Pour les articles homonymes, voir America, America.
Ne doit pas être confondu avec America, America (chanson).
América, América est une chanson écrite par José Luis Armenteros et Pablo Herrero et interprétée par l'artiste espagnol Nino Bravo, peu avant sa mort dans un accident de voiture en 1973. Elle est sortie en single pour son cinquième album studio Y volúmen 5 (1973). La chanson a atteint la première place du classement des singles espagnols en 1973. En 2013, la chanson a été intronisée au Latin Grammy Hall of Fame (en).

## Version de Luis Miguel
En 1992, l'artiste mexicain Luis Miguel a repris América, América sur son EP América & en vivo, produit par Mauricio Abaroa et Humberto Gatica. La chanson a atteint la 20e place du classement Billboard Hot Latin Songs. En 1986, elle a été interprétée par Luis Miguel lors de sa participation au Festival de Viña del Mar 1986. Plus tard, en 1992, la chanson originale a été modifiée et incluse dans son album live America & en vivo. Le clip d'América, América a été filmé dans plusieurs endroits aux États-Unis et à Porto Rico. Miguel a dédié la chanson aux soldats qui ont participé à la guerre du Golfe. Le vidéoclip a remporté le choix du public de MTV Internacional lors des MTV Video Music Awards de 1993 et a été nommé pour la vidéo de l'année lors de la 5e édition des Premios Lo Nuestro la même année,.
Mario Taradell du Miami Herald a donné une critique positive ; il a comparé América, América à la chanson America (en) de Neil Diamond en déclarant qu'elle est « remplie de paroles de terre d'espoir, d'une production fortement orchestrée et d'un grand refrain inspirant » Il a également noté que le verset en anglais « ajoute à la mélodie un sentiment multiculturel ».
America & en vivo a été inclus dans l'album compilation Grandes éxitos, parue en 2005, aini que dans le DVD de l'album, paru la même année.